# Parc national de Jomfruland
Le parc national de Jomfruland (en norvégien : Jomfruland nasjonalpark) est un parc national situé à Kragerø dans le comté de Telemark, en Norvège.

## Description
Le parc national couvre une superficie de 117 km², comprenant les îles de Jomfruland et Stråholmen. Environ 98 % de la zone du parc est marine. Le parc a été créé le 16 décembre 2016,. Il borde la zone de conservation du paysage de Stråholmen, qui a été nouvellement créée en même temps que le parc national. La création est le résultat d'une initiative locale qui a débuté en 2013.

### Géographie, paysage, géologie
Une grande partie du fond marin est en eau peu profonde et a une production élevée. Environ 15 km² avec les types naturels de forêts de varech, de lits de zostère marine, de fonds meubles, de sable coquillier et de dépôts de lisière de glace ont une valeur nationale.
Sur terre, il y a des pâturages ouverts et des prairies de fauche. La moraine terminale du Raet, qui s'est formée à la fin de la dernière période glaciaire, domine toute la longueur du parc national, tant en mer que sur terre. La plage de galets à l'extérieur du Jomfruland mesure environ 7 km de long.

### Flore et faune
Jomfruland et Stråholmen sont utilisés comme aires de repos pour les oiseaux migrateurs. La Station ornithologique du Jomfruland a enregistré 318 espèces d'oiseaux, soit le deuxième plus grand nombre du pays. Dans le nord, sur le Jomfruland et sur le Stråholmen, les rossignols, les Linottes mélodieuses et parfois les Pie-grièches écorcheurs et les roselins cramoisis se reproduisent. La région a la plus grande occurrence de macreuses brunes dans l'est de la Norvège. Il existe une population permanente de phoques communs sur la côte du Telemark et une grande partie vit dans le parc national.

## Galerie

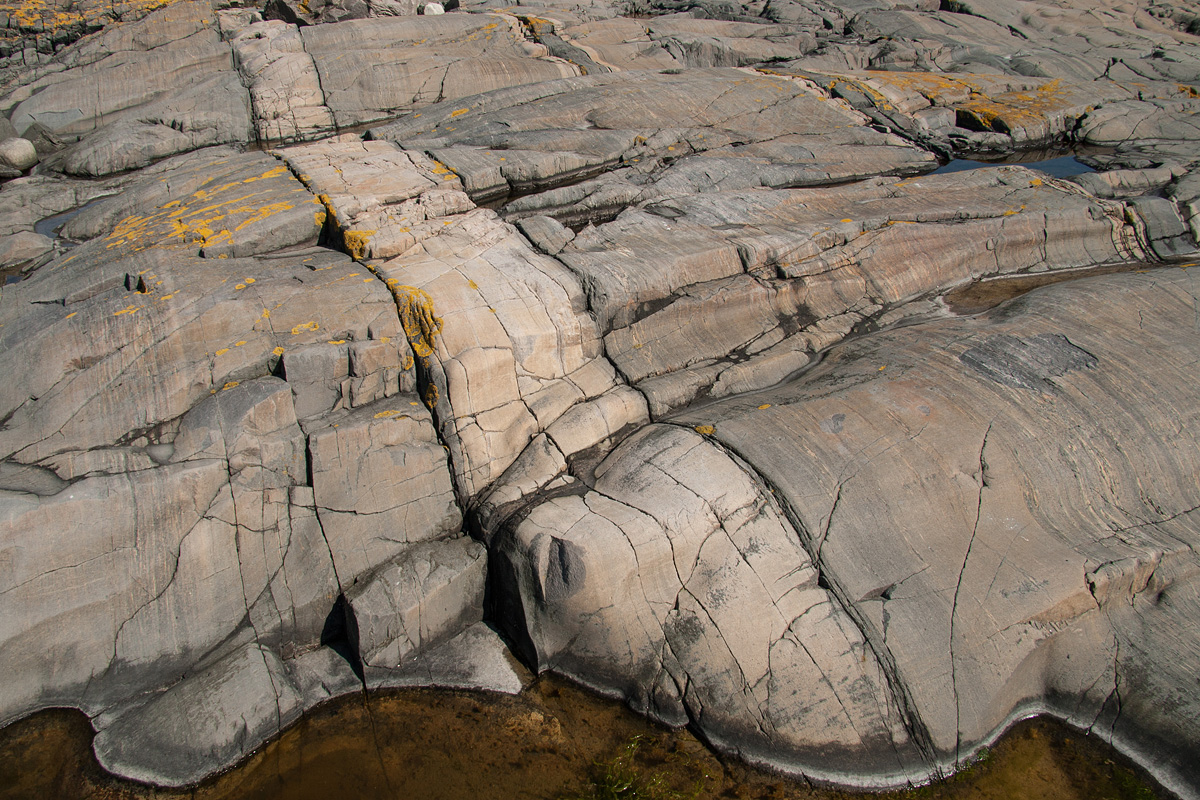
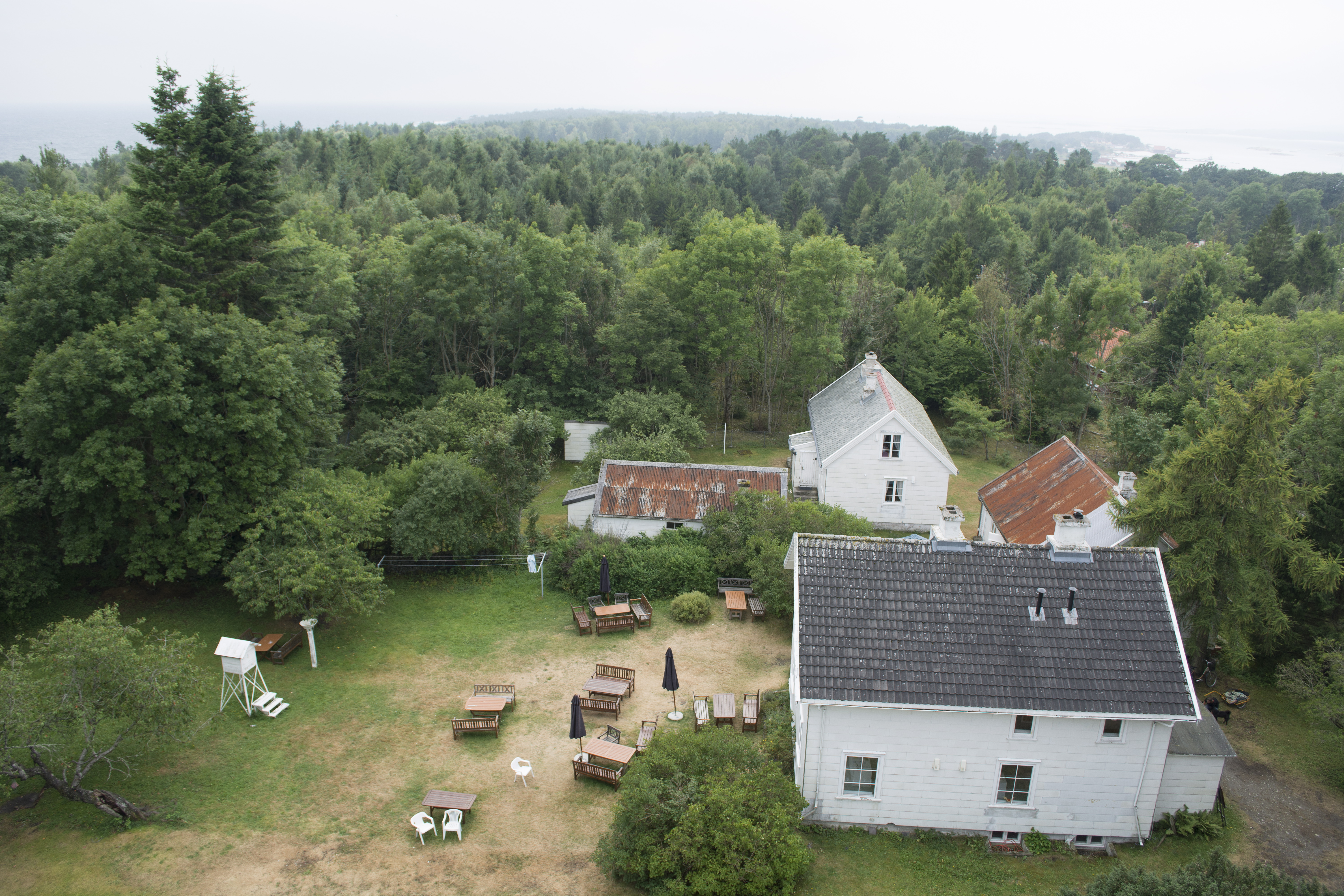
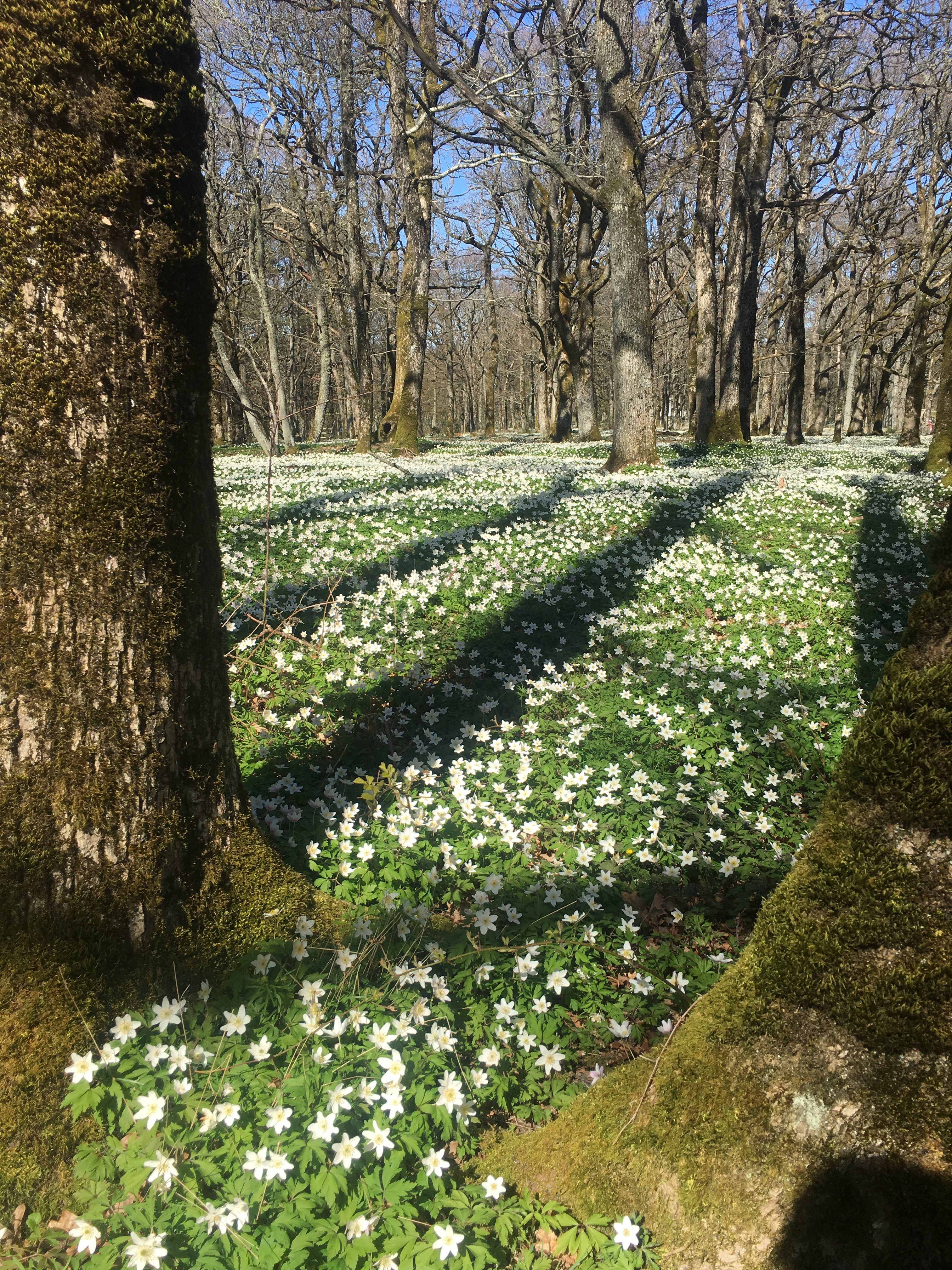